# Takeshi Mizuuchi
Takeshi Mizuuchi (jap. 水内 猛 Mizuuchi Takeshi; ur. 19 listopada 1972) – japoński piłkarz występujący na pozycji napastnika.

## Kariera klubowa
Od 1991 do 1997 roku występował w klubach Urawa Reds i Brummell Sendai.